# Григорьева, Надежда Адольфовна
Наде́жда Адо́льфовна Григо́рьева (урождённая Гомберг; 23 сентября 1927, Саратов, СССР — 2001) — советская и российская поэтесса, переводчик. Мать скульптора Алексея Григорьева.

## Биография
После окончания в 1952 году литературного отделения Курского государственного педагогического института преподавала литературу в одной из курских школ.
Печаталась с 1955 года в «Курской правде», «Курском альманахе», альманахе «День поэзии», журнале «Простор». Первая книга стихов вышла в 1957 году. В 1962 году переехала в Обнинск, через несколько лет в Москву. В 1967 году окончила Высшие сценарные курсы.
Переводила поэзию народов СССР, стихи Генриха Гейне, Томаса Мура, Райнера Марии Рильке и др.
Умерла в 2001 году. Похоронена на Николо-Архангельском кладбище.

### Семья
- Сын — Алексей Станиславович Григорьев (1949—2002), советский и российский скульптор, график.

## Участие в творческих организациях
- Член Союза писателей СССР (1961—1991)

### Публикации Надежды Григорьевой

#### Стихи, проза, драматургия
- Лирический дневник: Стихи. — Курск, 1957.
- О людях простых и хороших. — Курск, 1960.
- Песни под солнцем: Стихи. — Курск, 1961.
- Звёздам не спится: Стихи. — Курск, 1961.
- Стихи. — Калуга, 1964.
- Другая планета: Стихи. — М.: Советский писатель, 1967.
- По небу полуночи: Лирическая драма. — М., 1967.
- Наводнение: Стихи. — Тула, 1968.
- При любой погоде: Стихи. — М.: Советский писатель, 1977.
- Волшебные травы: Рассказы. — М., 1977.
- Дороги за горизонт: Стихи. — М.: Советский писатель, 1981.
- Твёрдое небо: Стихи. — М.: Советский писатель, 1983. — 87 с.
- Беседа: Стихи. — М.: Современник, 1988.
- Открытый звук: Стихи. — М.: Советский писатель, 1991. — 172 с.
- Кураж: Мемуарный роман / Художник А. Григорьев. — М.: Агентство «Олимп», 1992. — 271 с.
- Я жить привыкла… — М.: Рекламная библиотечка поэзии, 1994. — 7 с.

#### Переводы
- Метахса. В объятиях жизни. — М., 1975.
- Энтип В. Венок дружбы. — Чебоксары, 1977.
- Малитон С. И. Ритмы сердца. — М., 1978.
- Мурадян С. Родные напевы. — М., 1981.

### О Надежде Григорьевой
- Григорьева Надежда Адольфовна Архивная копия от 4 марта 2016 на Wayback Machine // Малая курская энциклопедия.
- Кривомазов А. Н. Встреча с Григорьевой // Компьютеры в учебном процессе. — 1997. — № 6. — С. 103—166.
- Григорьева Надежда Адольфовна // Писатели Москвы: Биобиблиографический справочник / Сост. Е. П. Ионов, С. П. Колов. — М.: Московский рабочий, 1987. — С. 123.
- Чупринин С. И. Григорьева Надежда Адольфовна // Чупринин С. И. Новая Россия: мир литературы: Энциклопедический словарь-справочник: В 2 т. Т. 1: А—Л. — М.: Вагриус, 2003. — С. 376.
- Нина Габриэлян. В продуваемом мире // Плавучий мост. Журнал поэзии. N 4 (16)-2017 http://www.plavmost.org/?p=10255 Архивная копия от 30 декабря 2017 на Wayback Machine